# One Night...
| Recensione | Giudizio |
| ---------- | -------- |
| AllMusic   |          |

One Night... è un album Live di Greg Brown, pubblicato dall'etichetta discografica Coffeehouse Extemporé Records nel 1983.

## Tracce

### LP
Lato A
Testi e musiche di Greg Brown.
1. Dream On – 6:05
2. Canned Goods – 4:15
3. Every Street in Town – 3:55
4. Flat Stuff – 3:50
5. Introduction to Downtown – 2:25
6. Downtown – 3:10

Lato B
Testi e musiche di Greg Brown.
1. Waiting – 5:40
2. You Don't Really Get Me, Babe – 5:05
3. Introduction to On Records, the Sound Just Fades Away – 1:35
4. On Records the Sound Just Fades Away – 4:00
5. Love Is a Chain – 3:30
6. Ella Mae – 4:55
7. Never Shine Sun – 4:20

### CD
Edizione CD del 1999, pubblicato dalla Red House Records (RHR128)
Testi e musiche di Greg Brown.
1. Dream On – 6:03
2. Canned Goods – 4:12
3. Every Street in Town – 3:48
4. Flat Stuff – 3:46
5. Introduction to "Downtown" – 2:13
6. Downtown – 3:22
7. Heart of My Country – 3:54 – Traccia bonus
8. Butane Lighter Blues – 2:21 – Traccia bonus
9. Banjo Moon – 7:10 – Traccia bonus
10. Waiting – 5:51
11. Ships – 2:54 – Traccia bonus
12. You Don't Really Get Me – 4:50
13. Introduction to "On Records, the Sound Just Fades Away" – 1:24
14. On Records, the Sound Just Fades Away – 4:09
15. Love Is a Chain – 3:17
16. Ella Mae – 4:49
17. All the Little Places Around the Town – 5:35 – Traccia bonus
18. Never Shine Sun – 4:15

## Musicisti
- Greg Brown – chitarra, armonica, voce

Note aggiuntive
- Registrazioni effettuate dal vivo l'8 e 9 ottobre 1982 al Coffeehouse Extemporé di Minneapolis, Minnesota (Stati Uniti)
- J. Steven Smulian – ingegnere delle registrazioni, produzione
- Dale Reichart – ingegnere delle registrazioni (House Sound), produzione
- Steve Alarnik – produttore esecutivo
- Jay Peterson – grafica copertina album originale
- Ann Marsden – foto copertina frontale album originale
- Duck Type – typesetting e layout
- Marian Moore – foto retrocopertina album originale[2]